# بريت ميلور
بريت ميلور (بالإنجليزية: Brett Mellor)‏ (4 فبراير 1960 بهدرسفيلد في المملكة المتحدة - ) هو لاعب كرة قدم بريطاني في مركز الدفاع. لعب مع نادي بارنسلي وهدرسفيلد تاون.